# Centro (Niterói)
El barrio de Centro es un barrio de la zona sur del municipio de Niterói, Brasil. Es la zona de la ciudad donde se encuentran las oficinas de la administración pública y es también una zona comercial y de servicios destacándose, principalmente, el de transporte marítimo para la ciudad de Río de Janeiro, conocido como "las barcas". Fue básicamente debido a ese servicio que el barrio nació y se desarrolló. 